# Pipeline 3D
Pour les articles homonymes, voir Pipeline (homonymie).

Pipeline avec indication du lieu d'intervention des pixels et des vertex shaders (en rouge).

On appelle pipeline 3D la succession des opérations généralement réalisées par une carte graphique nécessaires au rendu d'un lot de données (maillages et textures principalement) sur un tampon chromatique, la plupart du temps ce dernier est ensuite affiché à l'écran.
Les différentes étapes du pipeline 3D sont détaillées dans le schéma ci-contre.
De nos jours, la quasi-totalité des pipelines 3D utilisent la technique du rendu par rastérisation, moins photoréaliste mais beaucoup plus rapide que le ray tracing. De ce fait, les API de rendu 3D par rastérisation telles que DirectX ou OpenGL peuvent tirer parti de l'accélération matérielle fournie par les cartes graphiques.